# رقائق القصدير

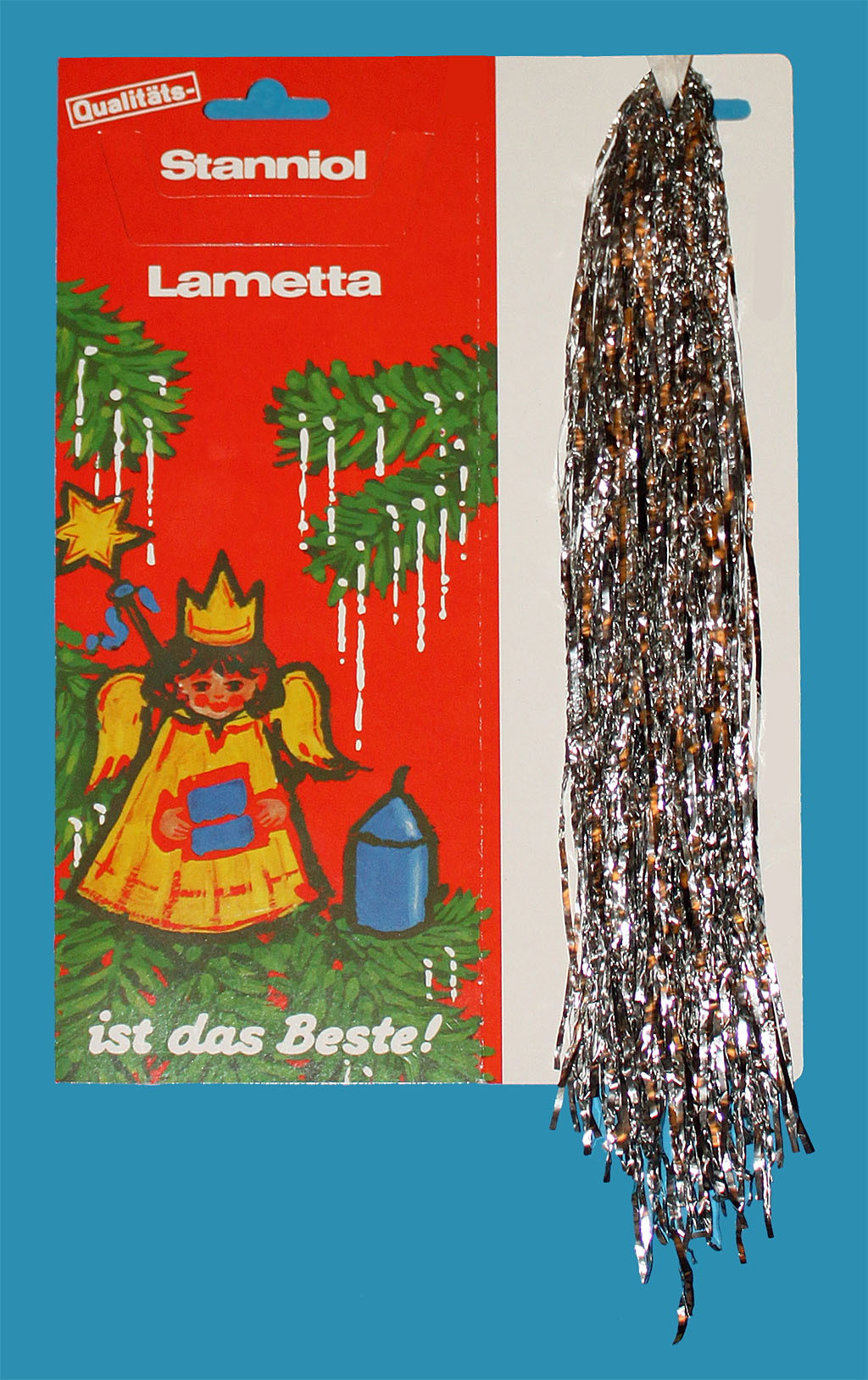

ورق أو رقائق القصدير هو عبارة عن رقائق معدنية رفيعة مصنوعة من فلز القصدير، وقد حل محل ورق القصدير الفعلي ورق الألومنيوم حيث يعتبر أرخص وأكثر دواماً [بحاجة لمصدر] وذلك بعد الحرب العالمية الثانية، وأحياناً ما يتم الخلط بين كلاً من رقائق الألومنيوم والقصدير وذلك بسبب التشابه فيما بينهم. [بحاجة لمصدر]

## التاريخ
الرقائق المصنوعة من ورقة رقيقة من القصدير كانت متوفرة تجارياً قبل نظيرتها المصنوعة من الألومنيوم. وفي أواخر القرن التاسع عشر وأوائل القرن العشرين، أصبحت رقائق القصدير شائعة الاستعمال، ولا يزال بعض الناس يشيرون إلى المنتج الجديد «رقائق أو ورق الألومنيوم» باسم المنتج القديم «ورق القصدير». ويتميز ورق القصدير بأنه أكثر صلابة من ورق الألومنيوم. [بحاجة لمصدر] كما أنه يعطي طعم خفيف من القصدير للغذاء الملفوف به، وهذا يعتبر هو السبب الرئيسي لإستبداله الواسع بالألومنيوم وغيرها من المواد المستخدمة لتغليف المواد الغذائية.
وقد تم تقديم أول التسجيلات الصوتية على الإسطوانات الفونوغرافية المصنوعة من رقائق القصدير.
وتم استبدال القصدير بالألومنيوم لأول مرة ابتداء من عام 1910 م، عندما تم فتح أول مصنع للتغليف برقائق الألومنيوم المسمى «الدكتور لوبير، نيهر وسي، إيميشوفين» (بالإنجليزية: Dr. Lauber, Neher & Cie., Emmishofen)، وذلك في مدينة كروزلينجن بسويسرا. هذا المصنع الذي يملكه مصنعي الألومنيوم «نيهر وأولاده» قد بدأ عام 1886 م في مدينة شافهاوزن بسويسرا، عند سفح شلالات الراين بالاستيلاء على الطاقة الناجمة من شلالات من أجل إنتاج الألومنيوم. واكتشف أبناء «نيهر» مع دكتور لوبير عمليات اللف اللامتناهية وأيضاً استخدام رقائق الألومنيوم كحواجز واقية.

## انظر ايضًا
- ورق الالمنيوم